# Nikos Vertis

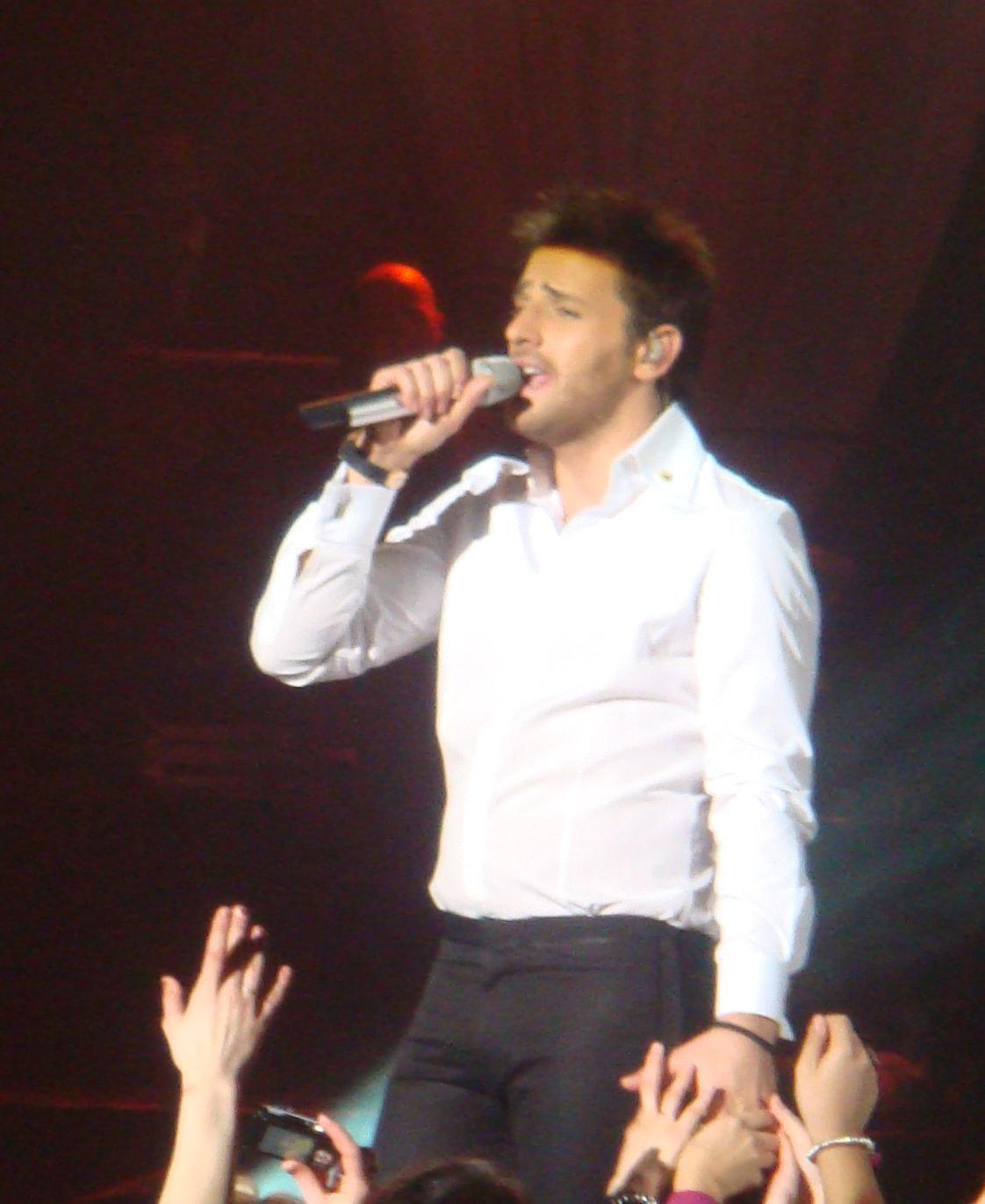
Nikos Vertis

Nikos Vertis (Grieks: Νίκος Βέρτης) geboren als Nikolaos Arvanitidis (Grieks: Νικόλαος Αρβανιτίδης) (Gorinchem, 21 augustus 1976) is een Grieks zanger, geboren in Nederland als kind van Griekse gastarbeiders. In zijn jeugd woonde hij zowel in Griekenland als in Nederland, waar hij een technische studie deed. Na zijn diensttijd bleef hij in Griekenland wonen, waar hij een muzikale carrière begon.
In 2003 brak hij door met het lied Poli apotoma vradiazei (De avond valt snel). Sindsdien is hij in Griekenland een bekende zanger.

## Discografie
- Poli apotoma vradiazei (2003)
- Pame psichi mou (2004)
- Pos perno ta vradia monos (2005)
- Mono gia sena (2007)
- Ola einai edo (2009)
- Eimai mazi sou
- Protaseis
- Nikos Vertis (2015)